# Tito Puente
Ernesto Antonio Puente, detto Tito (New York, 20 aprile 1923 – New York, 31 maggio 2000), è stato un musicista statunitense.
Fu compositore, arrangiatore, e percussionista di mambo e latin jazz.

## Biografia

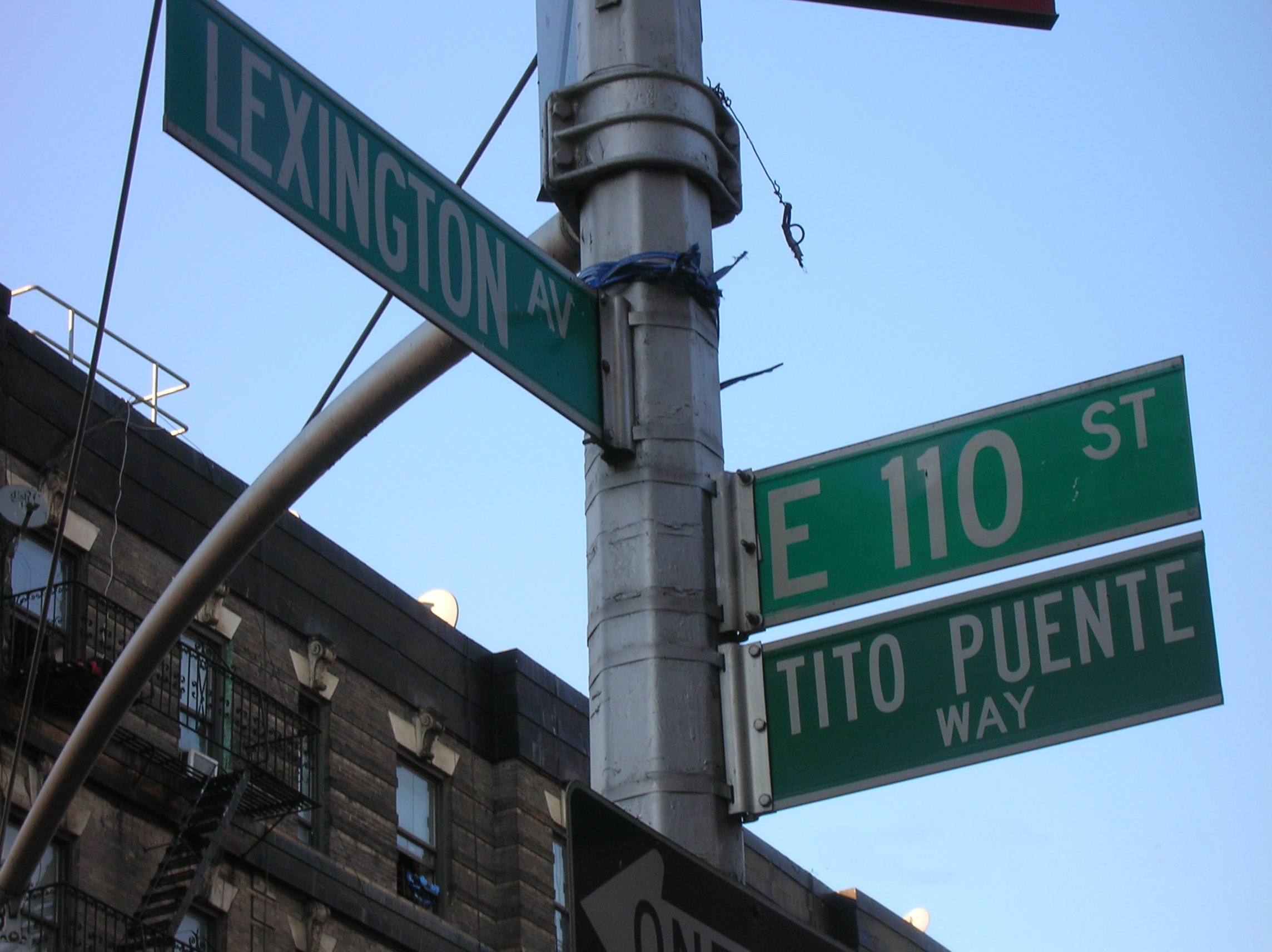
La strada dedicata a Tito Puente nel quartiere latino di New York

Figlio di immigrati portoricani, noto anche come "Re del Mambo" o "Re dei timbales", Tito Puente realizzò più di 100 album e scrisse più di 400 composizioni nel corso di una carriera durata 50 anni. Tra queste si annovera la canzone Oye como va, del 1963, di cui Carlos Santana incise nel 1970 una cover che riscosse uno strepitoso successo mondiale. Ha partecipato come arrangiatore, compositore ed attore a molti film (tra i quali 'The Mambo Kings') e a molti spettacoli televisivi, tra i quali I Simpson (Chi ha sparato al signor Burns?). La sua carriera cominciò con la banda di Jose Curbelo nel dicembre del 1939.
Tito Puente Sr. servì nella Marina statunitense per tre anni durante la seconda guerra mondiale dopo l'arruolamento nel 1942. Fu congedato con un Elogio Presidenziale per aver combattuto nove battaglie. La GI Bill gli permise di studiare alla Juilliard School of Music, dove completò la sua formazione musicale teorica nella direzione, orchestrazione e teoria. Nel dicembre del 1942 entra a far parte dell'Orchestra Machito e percussionista per i Jack Cole Dancers. 
Durante gli anni cinquanta, Puente si trovò all'apice della sua carriera e aiutò la diffusione su vasta scala dei sound afro-cubani e caraibici, come il mambo, il son e il cha cha cha (ottenne un successo tale con i ritmi afro-cubani che spesso le persone sbagliano credendolo cubano).
Nel 1953 nacque il figlio Richard "Richie" Anthony Puente, che diventerà membro del gruppo disco Foxy.
L'album Dance Mania è probabilmente il suo lavoro più famoso e fu pubblicato nel 1958.
Nel 1969 ricevette le chiavi della città di New York dall'allora sindaco John Lindsay.
Nel 1979 vinse il 1º Grammy Award per l'album Homenaje a Beny. Altri premi: 1983 On Broadway, 1985 Mambo Diabro, 1985 Gosa Mi Timbal, 2000 Mambo Birdland. Ha inoltre ricevuto la medaglia Smithsoniana del bicentenario. Nel 1997 fu omaggiato dal presidente statunitense Bill Clinton. 
Successivamente si spostò verso ritmi diversi che comprendevano la musica pop e la bossa nova, creando una fusione con i generi afro-cubani e il latin jazz. Il risultato è noto come salsa. Nel 1979 Puente vinse il primo di cinque Grammy Awards per gli album A Tribute to Benny Moré, On Broadway, Mambo Diablo, e Goza Mi Timbal. Nel 1990, ricevette la "James Smithson Bicentennial Medal". Ricevette anche un Grammy durante il primo Latin Grammy Award, vincendo nella categoria Best Traditional Tropical Album per Mambo Birdland. Nei primi mesi del 2000, partecipò al film musicale Calle 54, indossando un vestito bianco con il suo gruppo.
Si sente spesso il nome di Tito Puente nel film televisivo La Epoca, che parla dell'era Palladium, della musica e del ritmo afro-cubano, di mambo, di salsa sia come musica che come ballo e di altro ancora.

## Discografia

### Come leader
- 1952 - Mambos by Tito Puente - Volume 1 (Tico Records LP-101)
- 1952 - Mambos by Tito Puente - Volume 2 (Tico Records LP-103)
- 1952 - Mambos by Tito Puente - Volume 3 (Tico Records LP-107)
- 1952 - Mambos by Tito Puente - Volume 4 (Tico Records LP-114)
- 1952 - Mambos by Tito Puente - Volume 5 (Tico Records LP-116)
- 1952 - King of the Mambo (Tico Records LP-120)
- 1952 - At the Vibes (Tico Records LP-124)
- 1954 - King of the Cha Cha Mambo (Tico Records LP-128)
- 1954 - Cha Cha Cha by Puente (Tico Records LP-130)
- 1954 - Mambo's, Vol.8 (Tico Records LP-131)
- 1955 - Cha Cha Cha Vol.3 (Tico Records LP-134)
- 1955 - Mamborama (Tico Records LP-1001)
- 1955 - Mambo with Me (Tico Records LP-1003)
- 1955 - Cha Cha Cha's for Lovers (Tico Records LP-1005)
- 1955 - Dance the Cha Cha Cha (Tico Records LP-1010)
- 1955 - Puente in Percussion (Tico Records LP-1011)
- 1956 - Cha Cha Cha at El Morocco (Tico Records LP-1025)
- 1956 - Cuban Carnival (RCA Victor Records LPM-1251)
- 1956 - Puente Goes Jazz (RCA Victor LPM-1312)
- 1957 - Mambo on Broadway (RCA Victor Records LPM-1354)
- 1957 - Cubarama: Let's Cha Cha Cha (RCA Victor Records LPM-1392)
- 1957 - Night Beat (RCA Victor Records LPM-1447)
- 1957 - Mucho Puente (RCA Victor Records LSP-1479)
- 1958 - Tito Puente Swings & Vicentico Valdes Sings (Tico Records LP-1049)
- 1958 - Puente in Love (Tico Records LP-1058)
- 1958 - Herman's Heat & Puente's Beat (Everest Records SDBR-1010)
- 1958 - Be Mine Tonight - Featuring Abbe Lane (RCA Victor Records LSP-1554)
- 1958 - Top Percussion (RCA Victor Records LP-1617)
- 1958 - Dance Mania (RCA Victor Records LSP-1692)
- 1959 - Dancing Under Latin Skies (RCA Victor Records LSP-1874)
- 1959 - Mucho cha cha (RCA Victor Records LSP-2113)
- 1959 - Cha Cha with Tito Puente at Grossinger's (RCA Victor Records LSP-2187)
- 1960 - Tambó (RCA Victor Records LSP-2257)
- 1960 - Revolving Bandstand - Tito Puente & Buddy Morrow (RCA Records LSP-2299)
- 1961 - Pachanga in New York with Rolando La'Serie (Gemma Records 1145)
- 1961 - Pachanga con Puente (Tico Records SLP-1083)
- 1961 - The Exciting Tito Puente Band in Hollywood (GNP Records 70)
- 1962 - Vaya Puente (Tico Records SLP-1085)
- 1962 - El Rey Bravo (Tico Records SLP-1086)
- 1962 - Y Parece Bobo (Alegre Records SLP-842) pubblicato nel 1963
- 1962 - Bossa Nova by Puente (Roulette Records/Tico Records SR 25193)
- 1963 - La combinacion perfecta (Tico Records, LP-7204) con Gilberto Monroig
- 1963 - More Dancemania (RCA Records 7147)
- 1963 - Tito Puente in Puerto Rico (Tico Records SLP-1088)
- 1963 - Tito Puente Bailables (Tico SLP-1093)
- 1963 - Exitante ritmo de Tito Puente (Tico Records SLP-1106)
- 1964 - The Latin World of Tito Puente (Tico 1109) Compilation
- 1964 - Mucho Puente / Plenty Puente (Tico Records SLP-1115)
- 1964 - Tito Puente featuring Santos Colón : De mi para tí (Tico Records SLP-1116)
- 1964 - The Best of Gilberto Monroig & Tito Puente (Tico Records SLP-1117) (Compilation)
- 1965 - My Fair Lady Goes Latin (Roulette/Tico Records) SR-25276)
- 1965 - Tito Puente Swings, the Exciting La Lupe Sings (Tico Records SLP-1121)
- 1965 - Tu y yo, Tito Puente & La Lupe (Tico Records SLP-1125)
- 1965 - Carnival in Harlem (Tico Records SLP-1127)
- 1966 - Cuba y Puerto Rico son..., Featuring Celia Cruz (Tico Records SLP-1130)
- 1966 - Homenaje a Rafael Hernández with La Lupe (Tico Records SLP-1131)
- 1967 - Stop and Listen - Featuring Santos Colón (Tico Records 1147)
- 1967 - Brasilia Nueve (Decca Records DL-74910)
- 1967 - 20th Anniversary of Tito Puente (Tico Records SLP-1151)
- 1967 - El Rey y yo - with La Lupe (Tico Records SLP-1154)
- 1967 - What Now My Love - Featuring Shawn Elliot (Tico Records SLP-1156)
- 1967 - Eras - Featuring Manny Román (Decca Records DL-4879)
- 1968 - Invitation to Love - Featuring Bobby Capó (Musicor Records MS-6035)
- 1968 - El Rey Tito Puente (Tico Records SLP-1172)
- 1969 - Puente on the Bridge (Tico Records SLP-1191)
- 1969 - Quimbo, Quimbumbia with Celia Cruz (Tico Records SLP-1193)
- 1969 - Tito Puente con orgullo...Sophy (Tico Records SLP-1198)
- 1969 - El fantástico - Featuring El Lupo (Cotique Records 1028)
- 1970 - Siempre Santitos - Featuring Santos Colón (Fania Records 387)
- 1970 - El sol brilla para todos - Featuring La Lloroncita (Tico Records SLP-1206)
- 1970 - Etc, etc, etc, with Celia Cruz (Tico Records SLP-1207)
- 1971 - Imágenes, Featuring Santos Colón (Tico SLP-1213)
- 1971 - Pa'lante - Straight (Tico SLP-1214)
- 1971 - Alma con alma - Featuring Celia Cruz (Tico Records SLP-1221)
- 1971 - Te reto - Featuring Sophy (Tico Records SLP-1222)
- 1971 - La bárbara del mundo latino - Featuring Noraida (Tico Records SLP-1223)
- 1971 - Me voy a desquitar - Featuring Noraida (Tico Records SLP-1226)
- 1971 - Celia Cruz y Tito Puente in Spain (Sabor Gitano) (Tico Records SLP-1227)
- 1972 - Pa'los rumberos (Tico Records SLP-1301)
- 1972 - Algo especial para recordar - With Celia Cruz (Tico Records SLP-1304)
- 1972 - The Many Moods of Tito Puente (RCA Records 3012)
- 1972 - Meñique - Featuring Meñique (Cotique Records 1068)
- 1973 - Tito Puente and His Concert Orchestra (Tico Records CLP-1308)
- 1974 - Tito Puente Unlimited (Tico Records SLP-1322)
- 1975 - There is no Better - With Santos Colón (Tico Records SLP-1401) (Compilation)
- 1976 - Los Originales with Santos Colón (Tico Records SLP-1411)
- 1977 - The Legend (Tico Records TSLP-1413)
- 1978 - Homenaje a Benny Moré (Tico Records SLP-1425)
- 1978 - La pareja Tito Puente & La Lupe (Tico Records SLP-1430)
- 1979 - Homenaje a Benny Moré, Vol. II (Tico Records SLP-1436) vince Grammy Awards 1979
- 1980 - Dancemanía 80's (Tico Records SLP-1439)
- 1981 - Ce' Magnifique with Azuquita (Tico Records SLP-1440)
- 1983 - On Broadway (Concord Picante Records CPJ-207) vince Grammy Awards 1983
- 1984 - El Rey (Concord Picante Records CPJ-250)
- 1985 - Homenaje a Benny Moré - con Celia Cruz Vol. III (Tico/Vaya Records 105)
- 1985 - Mambo diablo (Concord Picante Records CPJ-283) vince Grammy Award 1985[8]
- 1986 - Sensación (Concord Picante Records 301)
- 1987 - Un poco loco (Concord Picante Records 329)
- 1988 - Salsa Meets Jazz (Concord Picante Records 354)
- 1989 - Goza mi timbal (Concord Picante Records 399)
- 1990 - Tito Puente Presents Milli P. (RMM Records 80375)
- 1991 - The Mambo King : 100th Album (RMM Records 80680)
- 1991 - Out of This World (Concord Picante Records 448)
- 1991 - Tito Puente & Friends (Seeco Tropical Records 90527) Compilation
- 1992 - Mambo of the Times (Concord Picante Records 4499)
- 1992 - Tito Puente & The Golden Latin Jazz Stars - Live at the Village Gate (RMM Rec. 80879)
- 1992 - Mambos with Puente (Tumbao Records 011) Compilation: 1949-1951
- 1992 - Mambo Macoco 1949-'51 (Tumbao Records 018) Compilation
- 1992 - Cuando suenan los tambores (BMG Latin 3226-2-RL) Compilation: 1949-1951
- 1992 - The Best of Tito Puente & His Orchestra Vol.1 (RCA Records 3369-2-RL) Compilation: 1950-'60
- 1993 - Royal T (Concord Picante Records 4553)
- 1994 - Mister timbalero (Concord Picante Records 4594)
- 1994 - In Session - Tito Puente's Golden Latin Jazz All Stars (Tropijazz/RMM Rec. 81208)
- 1994 - Mamboscope (Caney Records 502) Compilation: 1952-'54
- 1995 - Tito's Idea (Tropijazz/RMM Records 81571)
- 1995 - The King of the Cha Cha Cha Mambo: pare cochero (Caney Records 508) Compilation: 1952-'55
- 1996 - Jazzin': Tito Puente and India plus The Count Basie Orchestra (RMM Rec. 82032)
- 1996 - Special Delivery - Featuring Maynard Ferguson (Concord Picante Records 4732)
- 1996 - Very Best of Tito Puente & Vicentico Valdés (RCA International Records 38034) Compilation: 1950-'51
- 1997 - 50 Years of Swing (RMM Records 82050)
- 1997 - Oye como va! The Dance Collection (Concord Picante Records 4780-2) Compilation
- 1998 - Live at Birdland : Dancemanía '99 (RMD Records 82270)
- 1999 - Mambo Birdland (RMD Records 284-0472(27))
- 2000 - Masterpiece: Obra Maestra (RMD Records 284-0332(27))[9]

### Come Special Guest
Con Dizzy Gillespie
- 1990 - Rhythmstick

## Filmografia

### Documentari
- Tito Puente: The King of Latin Music (2000)[10]
- Calle 54, regia di Fernando Trueba (2000)[11]
- PROFILES featuring Tito Puente Jr. (2007)
- Latin Knights (2005)

### Video dei concerti
- Tito Puente - Live in Montreal (Montreal Jazz Festival) (2003)